# Холодное (Харьковская область)
Холодное (укр. Холодне) — село в Новоукраинском сельском совете Близнюковского района Харьковской области.
Код КОАТУУ — 6320684705. Население по переписи 2001 г. составляет 12 (7/5 м/ж) человек.

## Географическое положение
Село Холодное находится в 2,5 км от села Новоукраинка. В селе есть небольшой пруд.

## История
- 1900 — дата основания.

## Экономика
- В селе есть овце-товарная ферма.